# Левиз-оф-Менар (дворянский род)
Лёвиз-оф-Менар, Левиз-оф-Менар или Левис-оф-Менар (нем. von Löwis of Menar) — дворянский род.
Происходит из Шотландии и переселился в первой половине XVII века в Швецию, а оттуда в Лифляндию; внесён в дворянский матрикул всех трёх Прибалтийских губерний Российской империи.
В 1434 году был упомянут Патриций де Ловис (Patricius de Lowis), который относился к рыцарским родам нижней Шотландии саксонского происхождения, они отличались от дворян верхней (горной) Шотландии, которые в свою очередь происходили от кельтов.
В 16 веке в шведских войсках можно встретить фамилию Ловисов, так как сыновья шотландских дворян были вынуждены служить в армии европейских стран, земли шотландцев не были не плодородны и не могли их прокормить.
В Лифляндии первым появляется Вильгельм фом Лёвис (Wilhelm von Loewis). Будучи шведский обер- лейтинант он получает от шведского короля Густава Адольфа 14 мая 1630 года имения Nurmis и Panten (Dahlen).
У обер- лейтенанта было два сына, они и разделили между собой усадьбы. Вильгельму достался Нурмис, а Францу Пантен.
В третем поколении линия первого брата Вильгельма прервалась и усадьба вернулась к Францу.
Фридрих Иоганн Первый фон Лёвис оф Менар, внук второго брата Франца, является прародителем всех теперешних представителей этого рода. В дворянском роде Левиз-оф-Менар три ветви:
Дом Нурмис (Haus Nurmis (Berghof, Sackhof)),
Дом Пантен (Haus Panten)
Дом Оленхоф (Haus Ohlenhof (Orrenhof)).
Сам род был довольно многочисленым на территории Лифляндии, Курляндии и Эстляндии, но больших землями не владел. Род имел следующие усадьбамы: в современной Латвии: Nurmis, Bergshof, Fistehlen, Dahlen mit Kekkau, Pulkarn, Kaipen, Hohenheide, Juergensburg, Genershof, Pawassern, Kudling, Ohlenhof und Kroppenhof. В современной Эстонии: Koik, Annenhof, Uellenorm, Weissensee, Gawwern und Kioma.
На момент проведения аграрной реформы род владел лишь усадьбами Panten (c 1630), Alt-Wrangelshof (c 1875), Gross-Kamby (c 1903).
Известные представители:
- Левиз-оф-Менар, Андреас фон (1777—1839) — российский писатель, лесник, гравёр и художник.
- Левиз-оф-Менар, Оскар фон (1838—1899) — балтийско-немецкий зоолог и орнитолог.
- Левиз, Фёдор Фёдорович (1767—1824) — российский командир эпохи наполеоновских войн, генерал-лейтенант.
- Левиз-оф-Менар, Пётр Александрович (1829—1885) — генерал-майор, герой Туркестанских походов и русско-турецкой войны 1877—1878 годов.
- Карл фон Лёвиз-оф-Менар — исследователь истории Прибалтики, составитель описаний прибалтийских замков.

## Описание герба
В серебряном поле узкий красный пояс, сверху и снизу сопровождаемый двумя, обращенными рогами к нему, золотыми полумесяцами с ликами; в главе щита три золотых восьмиконечных звезды в пояс, в оконечности — три зеленых дубовых листочка в пояс.
Щит увенчан дворянским коронованным шлемом (золотой обруч с пятью жемчужинами на поверхности). Нашлемник — золотой с ликом полумесяц, рогами вниз, между трех золотых восьмиконечных звезд (2+1) и двух орлиных крыльев. пересеченных голубым по серебру в шахматы. Намет красный с серебром.